# Шамоцин (гміна)
Гміна Шамоцин (пол. Gmina Szamocin) — місько-сільська гміна у північно-західній Польщі. Належить до Ходзезького повіту Великопольського воєводства.
Станом на 31 грудня 2011 у гміні проживало 7563 особи.

## Територія
Згідно з даними за 2007 рік площа гміни становила 125.46 км², у тому числі:
- орні землі: 64.00%
- ліси: 20.00%

Таким чином, площа гміни становить 18.43% площі повіту.

## Населення
Станом на 31 грудня 2011:
| Опис     | Загалом | Загалом | Чоловіки | Чоловіки | Жінки | Жінки |
| -------- | ------- | ------- | -------- | -------- | ----- | ----- |
| одиниця  | осіб    | %       | осіб     | %        | осіб  | %     |
| все      | 7563    | 100     | 3778     | 49.95    | 3785  | 50.05 |
| міське   | 4352    | 100     | 2138     | 49.13    | 2214  | 50.87 |
| сільське | 3211    | 100     | 1640     | 51.07    | 1571  | 48.93 |

## Сусідні гміни
Гміна Шамоцин межує з такими гмінами: Білосліве, Вижиськ, Ґоланьч, Марґонін, Мястечко-Краєнське, Ходзеж.